# نبرد واله‌آلبا (آغدره)
نبرد واله‌آلبا یا نبرد آغدره (Battle of Valea Albă) همچنین با نام نبرد راژبوینی نیز شناخته می‌شود، واقعه مهمی در تاریخ قرون وسطی مولداوی بود. این رویداد در راژبوینی ، معروف به واله‌آلبا، در تاریخ ۲۶ ژوئیه ۱۴۷۶، بین ارتش مولداوی به فرماندهی استفن سوم و ارتش امپراتوری عثمانی که شخصاً توسط سلطان محمد فاتح فرماندهی می‌شد، به وقوع پیوست. نبرد از آنجا آغاز شد که مولداوی‌ها نیروهای عثمانی را در جنگلی که به آتش کشیده شده بود به خود جلب کردند و باعث تلفات مهاجمان عثمانی در جنگل شدند. طبق روایت دیگری از جنگ، نیروهای مدافع مولداوی چندین حمله را با آتش مداوم اسلحه های دستی دفع کردند. ینی‌چریهای مهاجم عثمانی مجبور شدند به جای شلیک سرسری مواضع مدافعان، روی شکم خود خم شوند. نیروهای عثمانی به داخل جنگل نفوذ کرده و مدافعان را درگیر نبردهای تن به تن کردند. ارتش مولداوی کاملاً شکست خورد (تلفات از هر دو طرف بسیار زیاد گزارش شده است، و تاریخ‌نگاران می‌گویند که کل میدان جنگ با اجساد کشته‌ها پوشانده شده بود).